# Пила (окръг Ларнака)
Пѝла (на гръцки: Πύλα) е село в Кипър, окръг Ларнака. Според статистическата служба на Република Кипър през 2001 г. селото има 1379 жители.
Намира се на територията на зелената линия, охранявана от Мироопазващите сили на ООН.